# قائمة المشاركين في ذا فويس كيدز: أحلى صوت (الموسم 1)
المشاركين في برنامج ذا فويس كيدز 1 هم ال45 صوت التي تم اختيارهم من قبل المدربين الثلاثة خلال 6 حلقات من الاستماع إلى العشرات من الاصوات العربية، وبحسب نظام المسابقة سوف يختار كل مدرب 15 صوت لينتقلوا إلى مرحلة المواجهة. 

## الاصوات

### فريقكاظم
1. سهيلة بهجت من  مصر وصلت لمرحلة المواجهة الأخيرة.
2. يوسف حسن من  مصر خرج من مرحلة المواجهة.
3. غرام رأفت من  مصر، خرجت من مرحلة المواجهة.
4. مارك معراوي من  سوريا خرج من مرحلة المواجهة.
5. ميرنا حنا من  العراق - تأهلت للمرحلة النهائية
6. نور قمر من  تونس، خرجت من مرحلة المواجهة.
7. عبد الرحيم الحلبي من  سوريا وصل لمرحلة المواجهة الأخيرة.
8. شيرين أبو سعد من  لبنان خرجت من مرحلة المواجهة.
9. جنى حلو من  لبنان خرجت من مرحلة المواجهة.
10. زيكو جونيور ماريكالدي من  سوريا  إيطاليا  الأرجنتين خرج من مرحلة المواجهة.
11. جوان جبور من  لبنان خرجت من مرحلة المواجهة.
12. لين الحايك من  لبنان - فازت باللقب
13. تاره صلاح مونيكا من  العراق خرجت من مرحلة المواجهة.
14. محمد العمرو من  الأردن خرج من مرحلة المواجهة.
15. ليلى أبو حمدان من  لبنان وصلت لمرحلة المواجهة الأخيرة.

### فريقنانسي
1. ميرال عياض من  فلسطين وصلت لمرحلة المواجهة الأخيرة.
2. غدي بشارة من  لبنان - تأهل للمرحلة النهائية
3. غنى أبو حمدان من  سوريا وصلت لمرحلة المواجهة الأخيرة.
4. زين عبيد من  سوريا تأهل للمرحلة النهائية
5. سافيو هيكل من  لبنان خرج من مرحلة المواجهة.
6. ياسمينا نحاس من  لبنان خرجت من مرحلة المواجهة.
7. جميل بقاعين من  الأردن خرج من مرحلة المواجهة.
8. نهيلة القليعي من  المغرب خرجت من مرحلة المواجهة.
9. علاء ناصر من  سوريا خرج من مرحلة المواجهة.
10. أحمد عماد من  مصر خرج من مرحلة المواجهة.
11. منى حجير من  فلسطين  روسيا خرجت من مرحلة المواجهة.
12. أيمن أمين من  فلسطين خرج من مرحلة المواجهة.
13. فرح الموجي من  مصر وصلت لمرحلة المواجهة الأخيرة.
14. حلا أبو لطيف من  سوريا خرج من مرحلة المواجهة.
15. أحمد الحسين من  مصر خرج من مرحلة المواجهة.

### فريقتامر
1. أمير عاموري من  سوريا - تأهل للمرحلة النهائية
2. محمد عزيز الحديجي من  تونس وصل لمرحلة المواجهة الأخيرة.
3. هاجر طه من  مصر خرجت من مرحلة المواجهة.
4. مروان النصوح من  سوريا خرج من مرحلة المواجهة.
5. مروان طارق من  مصر خرج من مرحلة المواجهة.
6. جنين خراط من  لبنان وصلت لمرحلة المواجهة الأخيرة.
7. نجمة الكور من  مصر خرجت من مرحلة المواجهة.
8. يوسف فرج من  مصر خرج من مرحلة المواجهة.
9. ميرنا صلاح من  مصر خرجت من مرحلة المواجهة.
10. جويرية حمدي من  مصر - تأهلت للمرحلة النهائية.
11. أحمد السيسي من  مصر وصل لمرحلة المواجهة الأخيرة.
12. حفصة ذكري من  المغرب خرجت من مرحلة المواجهة.
13. زينب حسن من  مصر خرجت من مرحلة المواجهة.
14. علي الهادي من  لبنان خرج من مرحلة المواجهة.
15. رفقا القلعاني من  لبنان خرجت من مرحلة المواجهة.